# کنستانتین (فیلم)
کنستانتین (به انگلیسی: Constantine) یک فیلم اکشن، فانتزی، دلهره‌آور و معمایی آمریکایی در سبک فیلم ابرقهرمانی محصول سال ۲۰۰۵ به کارگردانی فرانسیس لارنس در اولین تجربهٔ کارگردانی وی است. بازیگرانی همچون کیانو ریوز در نقش جان کنستانتین (یک جن‌گیر بدبین با توانایی درک و ارتباط با نیمه‌فرشتگان و نیمه‌شیاطین در شکل واقعی‌شان و سفر بین زمین و جهنم بازی می‌کند)، ریچل وایس، شایا لباف، تیلدا سوینتن، پروییت تیلور وینس و جایمن هانسو از دیگر بازیگران این فیلم می‌باشند. فیلم‌نامه این فیلم توسط کوین برادبین و فرانک کاپلو بر اساس مجموعه کمیک هل‌بلیزر (Hellblazer) از انتشارات دی‌سی کامیکس به رشته تحریر درآمده است.
کنستانتین در ۱۸ فوریه ۲۰۰۵ در ایالات متحده اکران شد. این فیلم ۲۳۱ میلیون دلار در سراسر جهان در برابر بودجه تولید بین ۷۰ تا ۱۰۰ میلیون دلار فروخت، اما با استقبال متفاوت منتقدان فیلم مواجه شد. در سالهای بعد به عنوان یک فیلم کالت مطرح شد. در سال ۲۰۲۲، یک دنباله کنستانتین ۲ اعلام شد و در حال حاضر در حال توسعه است.

## داستان
جان کنستانتین یک کارآگاه مرموز جن‌گیر است. در پی کشف خودکشی ایزابلا دودسون، خواهر دوقلوی او به کنستانتین پناه می‌برد و در نتیجه می‌فهمد که مأمون (پسر شیطان) برای ورود به دنیا احتیاج به خون خدا دارد و این خون را می‌تواند از روی لکه‌های خون روی نیزه سرنوشت (همان نیزه‌ای که عیسی را به قتل رساند) به دست بیاورد. اما باید مأمون درون بدن خواهر دوقلو حلول کند و با نیزه سرنوشت کشته شود تا بتواند جسم یابد. اما کنستانتین خودکشی می‌کند تا خود لوسیفر به دنبال او بیاید تا بفهمد پسرش از او جلو زده است و از لوسیفر می‌خواهد تا در مقابل از مرگ خواهر دوقلو جلوگیری کند و در این صورت از یکی از تبصره‌های خداوند یعنی قربانی استفاده می‌کند و می‌تواند به بهشت برود، اما لوسیفر ناراحت از این کار فقط تومور بدن او را که موجب سرطان ریه او شده است از او می‌گیرد به امید روزی که گناهانش موجب به جهنم رفتن او شود.

### دنیای کنستانتین
در فیلم که تقریباً از دنیای مسیحیت منشأ می‌گیرد خدا به عنوان چیزی که میلیاردها قانون وضع کرده است و فرشتگان را مسئول بهشت و شیاطین را مسئول جهنم کرده است و افرادی نیمه فرشته و نیمه شیطان در این دنیا وجود دارند که تعادل را برقرار کرده یا برهم می‌زنند همچون خداوند که پسر دارد، شیطان هم فرزندی به نام مامون دارد.

## ساخت
تهیه‌کننده لورن شولر دانر، توسعه فیلم را در سال ۱۹۹۷ آغاز کرد. در سال ۱۹۹۹، پل هانتر برای کارگردانی انتخاب شد، و در سال ۲۰۰۱، تارسم سینگ جایگزین او شد. برادران وارنر امیدوار بودند که فیلمبرداری را در سال ۲۰۰۲ با بازی نیکلاس کیج در نقش اصلی آغاز کنند، اما سینگ انصراف داد و در نتیجه، خودش و برادران وارنر شکایت‌هایی علیه یکدیگر مطرح کردند. کیانو ریوز در سال ۲۰۰۲ به این فیلم پیوستند. آلن مور، خالق اصلی جان کنستانتین، از اقتباس‌های قبلی از کمیک‌هایش «از جهنم» و «انجمن جنتلمن‌های خارق‌العاده» ناامید شد و از ذکر نام یا ارتباط با این فیلم خودداری کرد و درخواست کرد که حق امتیاز او بین دیگر خالقان این شخصیت تقسیم شود.
این فیلم چندین جنبه از منبع اصلی را تغییر داد. اولاً، داستان فیلم در لس‌آنجلس اتفاق می‌افتاد، نه در انگلستان، که کارگردان فرانسیس لارنس با این ادعا که کتاب کمیک منحصراً در لندن اتفاق نمی‌افتد، این موضوع را توجیه کرد. ریوز نقش جان کنستانتین را با لهجه کانادایی واقعی و موهای سیاهش بازی کرد، در حالی که این شخصیت در کمیک‌ها طوری طراحی شده بود که شبیه نوازنده بور استینگ باشد و اهل لیورپول باشد.

## بازخوردها
- در وب‌سایت جمع‌آوری نقد و بررسی راتن تومیتوز، درای ۴۶٪ تائیدیه براساس رای۲۲۷ منتقد، نقد مثبتی به فیلم داده‌اند و میانگین امتیاز این فیلم ۵٫۵ از ۱۰ است.[۹]
- در متاکریتیک، که میانگین وزنی را تعیین می‌کند، بر اساس نقدهای ۴۱ منتقد، امتیاز ۵۰ از ۱۰۰ را کسب کرده است که نشان‌دهنده نقدهای «مختلط یا متوسط» است.[۱۰]
- مخاطبان مورد بررسی توسط سینماسکور به فیلم امتیاز متوسط "B" در مقیاس A+ تا F داده‌اند.[۱۱]
- فیلم کنستانتین در ۱۸ فوریه ۲۰۰۵ در ۳۰۰۶ سینما در ایالات متحده اکران شد و در آخر هفته افتتاحیه خود ۲۹٫۸ میلیون دلار فروش داشت، این فیلم در ۱۶ ژوئن اکران خود را با فروش ۷۶ میلیون دلار در ایالات متحده و کانادا و ۱۵۴٫۹ میلیون دلار در سایر مناطق به پایان رساند که در مجموع ۲۳۰٫۹ میلیون دلار در سراسر جهان بود، در حالی که بودجه تولید آن ۷۰ تا ۱۰۰ میلیون دلار بود.

## رمان‌نویسی و بازی ویدیویی
- برای پیوند با اکران فیلم، یک رمان‌نویسی توسط جان شرلی و یک بازی ویدیویی اقتباسی تولید شد. در این رمان‌نویسی آمده است که ساختمان‌های جهنم به جای آجر با ارواح نفرین‌شدگان ساخته شده‌اند و به جای ملات با خون پوشیده شده‌اند.[۱۲]